# Carlo di Hohenzollern-Sigmaringen
Carlo Antonio Federico Mainardo Fedele di Hohenzollern-Sigmaringen (Sigmaringen, 20 febbraio 1785 – Bologna, 11 marzo 1853) fu principe di Hohenzollern-Sigmaringen dal 1831 al 1848.

## Biografia

### Infanzia

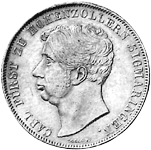
Moneta raffigurante Carlo di Hohenzollern-Sigmaringen

Carlo era figlio di Antonio Luigi di Hohenzollern-Sigmaringen e di Amalia Zefirina di Salm-Kyrburg, figlia quest'ultima dell'ultimo principe regnante Filippo Giuseppe. La sua famiglia aveva ascendenze tedesche, olandesi e scozzesi tramite il suo trisavolo, Thomas Bruce, III conte di Elgin.

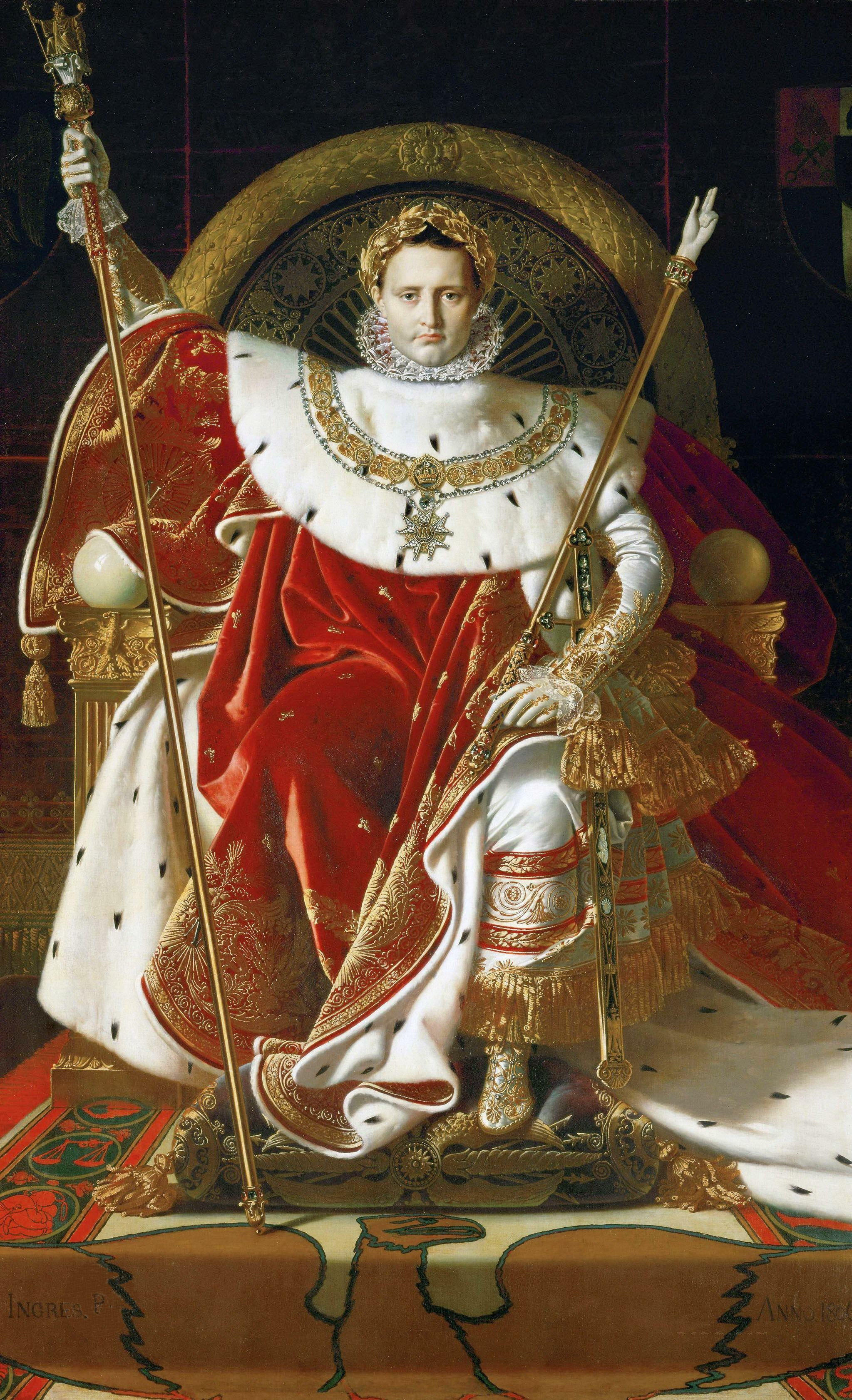
Napoleone Imperatore

Per evitare la mediatizzazione dello stato di famiglia, da quando Carlo aveva appena dieci mesi sua madre lo abbandonò per recarsi a vivere a Parigi e mediare perennemente perché i diritti della sua casata venissero rispettati. Arrivò persino a pensare di organizzare un matrimonio combinato con Carolina Bonaparte, sorella di Napoleone, progetto che poi fallì.

### Matrimonio

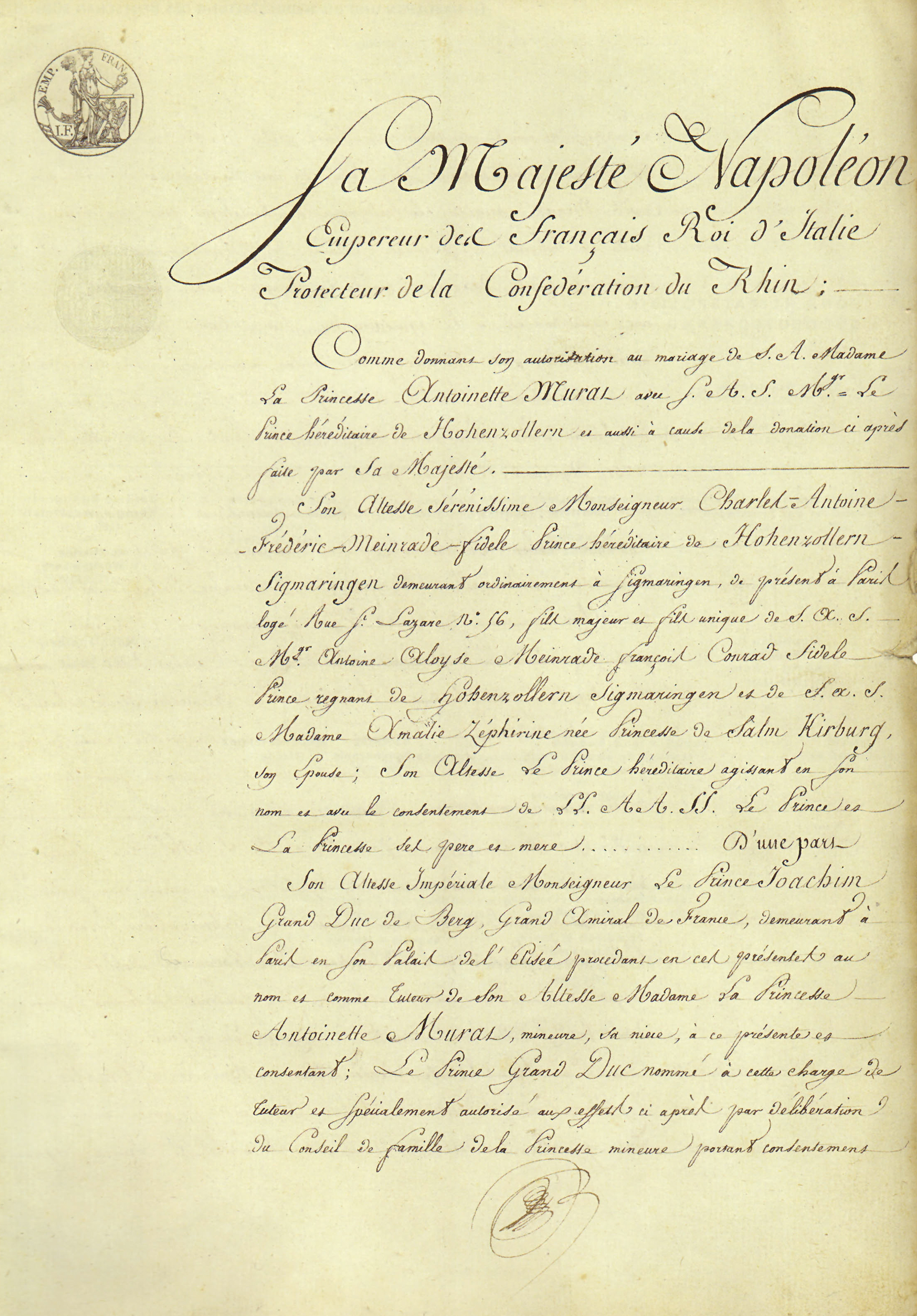
Contratto di matrimonio tra Carlo di Hohenzollern-Sigmaringen e Maria Antonietta Murat

Il coinvolgimento di Carlo col regime napoleonico comunque divenne molto più forte da quando, nel 1808, sposò la nipote di Gioacchino Murat, cognato del Bonaparte e re di Napoli. Durante le successive guerre napoleoniche, Carlo prese le parti dei francesi, almeno sino al 1813 quando decise di cambiare fronte a favore degli alleati tedeschi.

### Principe di Hohenzollern-Sigmaringen

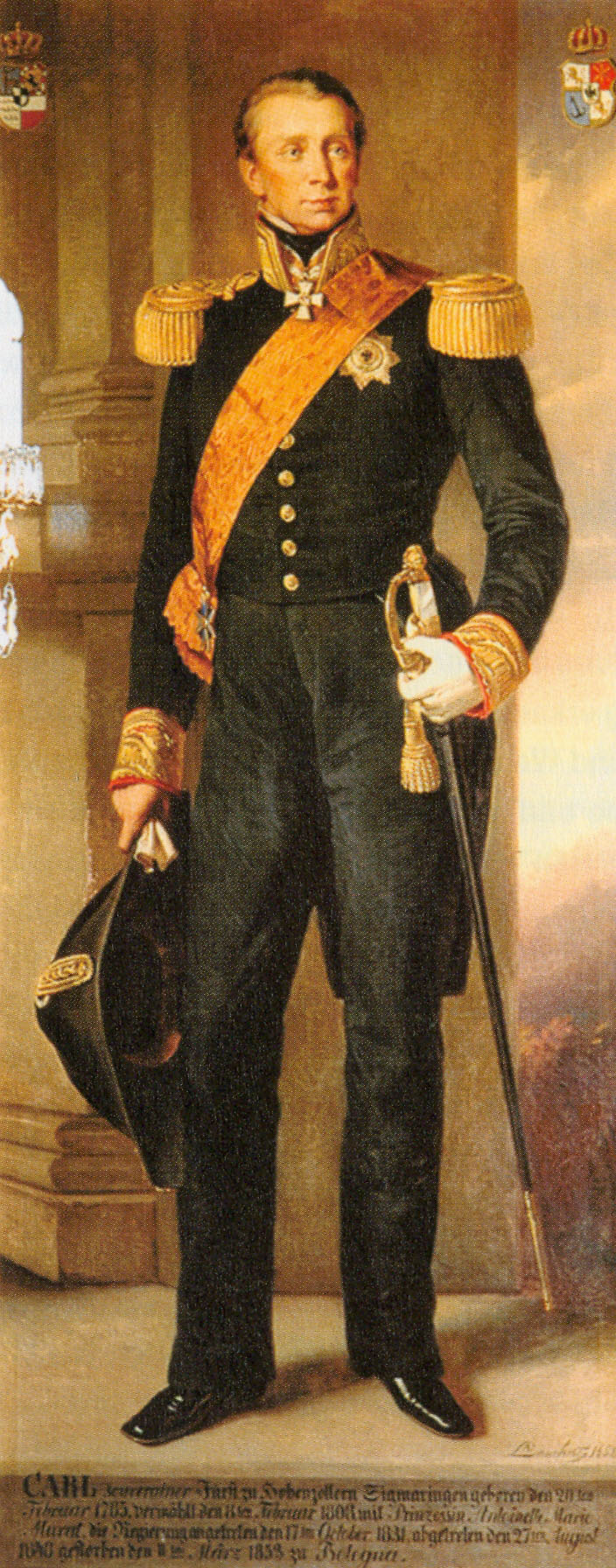
Carlo di Hohenzollern-Sigmaringen in un ritratto d'epoca

Nel 1831, alla morte del padre, gli succedette come principe di Hohenzollern-Sigmaringen. Nel 1833 concesse al principato una costituzione, con la quale stabilì i diritti basilari per la popolazione. Carlo inoltre rimosse dalla legislazione del principato la servitù e varie altre leggi medievali che ancora erano in vigore, servendosi ampiamente dell'operato di Ludwig Hassenpflug che delegò all'amministrazione interna. Durante gli anni di reggenza del trono paterno, fece costruire il primo ospedale del principato e la Ständehaus, un edificio governativo dove accogliere il parlamento, oltre alla Leopoldplatz a Sigmaringen (oggi sede della Hohenzollerische Landesbank). Promotore culturale, fu in diretta corrispondenza con Alexander von Humboldt.
Venne costretto ad abdicare a seguito dei moti rivoluzionari del 1848, in favore del figlio Carlo Antonio, giudicato più liberale.

### Morte

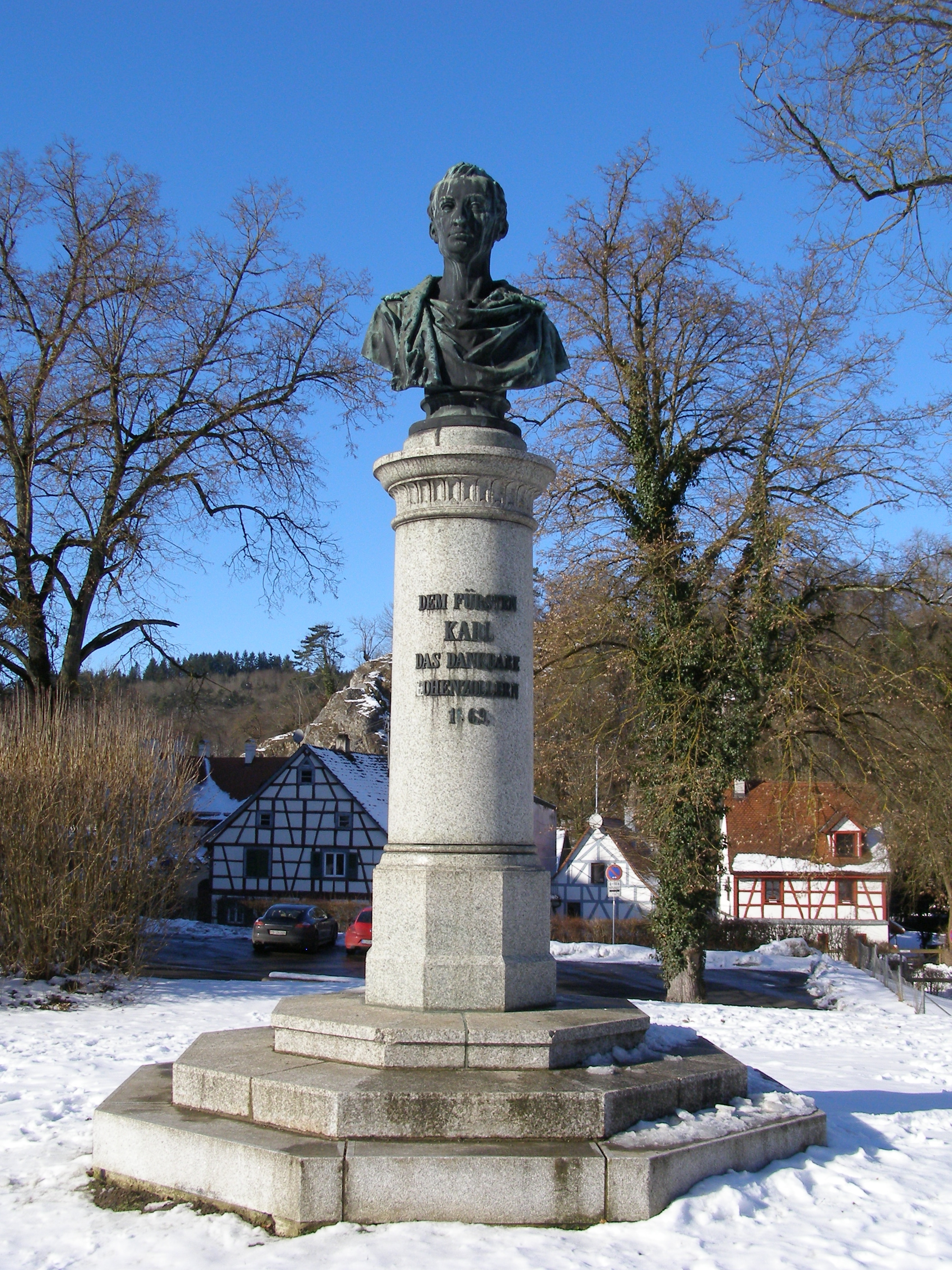
Monumento commemorativo a Carlo di Hohenzollern-Sigmaringen

Morì l'11 marzo 1853 a Bologna, di tifo, mentre era in viaggio verso Roma.

## Discendenza
Nel 1808 sposò Maria Antonietta Murat, figlia di Pierre e nipote del celebre Gioacchino Murat.
Dal matrimonio con Maria Antonietta nacquero quattro figli:
- Annunziata Carolina Gioacchina Antonietta Amalia  (1810-1885), sposò nel 1839 Federico Francesco Antonio di Hohenzollern-Hechingen (1790-1847); si risposò nel 1850 con Johann Stäger von Waldburg (1822-1882)
- Carlo Antonio Gioacchino Zeffirino Meinardo (1811-1885), sposò nel 1834 la principessa Giuseppina di Baden (1813-1900);
- Amalia Antonietta Carolina Adriana (1815-1841), sposò Edoardo di Sassonia-Altenburg;
- Federica Guglielmina (1820-1906), sposò il marchese Gioacchino Napoleone Pepoli.

Nel 1848, rimasto vedovo, si risposò con Caterina di Hohenlohe-Waldenburg-Schillingsfürst (1817-1893), figlia del principe Carlo Alberto III di Hohenlohe-Waldenburg-Schillingsfürst vedova del conte Franz Erwin von Ingelheim. Da questo matrimonio non nacquero altri eredi.

## Ascendenza
|                                            |                      |                                           | Genitori                                        |  |  | Nonni |  |  | Bisnonni                                              |  |  | Trisnonni                               |  |
|                                            |                      |                                           |                                                 |  |  |       |  |  | Giuseppe Federico Ernesto di Hohenzollern-Sigmaringen |  |  | Mainardo II di Hohenzollern-Sigmaringen |  |
|                                            |                      |                                           |                                                 |  |  |       |  |  | Giuseppe Federico Ernesto di Hohenzollern-Sigmaringen |  |  | Mainardo II di Hohenzollern-Sigmaringen |  |
|                                            |                      | Giovanna di Montfort                      |                                                 |  |  |       |  |  | Giuseppe Federico Ernesto di Hohenzollern-Sigmaringen |  |  |                                         |  |
| Carlo Federico di Hohenzollern-Sigmaringen |                      |                                           |                                                 |  |  |       |  |  | Giuseppe Federico Ernesto di Hohenzollern-Sigmaringen |  |  |                                         |  |
|                                            |                      | Maria di Öttingen-Spielberg               | Francesco Alberto di Öttingen-Spielberg         |  |  |       |  |  |                                                       |  |  |                                         |  |
|                                            |                      | Maria di Öttingen-Spielberg               | Francesco Alberto di Öttingen-Spielberg         |  |  |       |  |  |                                                       |  |  |                                         |  |
|                                            |                      | Maria di Öttingen-Spielberg               | Johanna Margarethe von Schwendi                 |  |  |       |  |  |                                                       |  |  |                                         |  |
| Antonio Luigi di Hohenzollern-Sigmaringen  |                      | Maria di Öttingen-Spielberg               |                                                 |  |  |       |  |  |                                                       |  |  |                                         |  |
|                                            |                      | Francesco di Hohenzollern-s'Heerenberg    | Mainardo II di Hohenzollern-Sigmaringen         |  |  |       |  |  |                                                       |  |  |                                         |  |
|                                            |                      | Francesco di Hohenzollern-s'Heerenberg    | Mainardo II di Hohenzollern-Sigmaringen         |  |  |       |  |  |                                                       |  |  |                                         |  |
|                                            |                      | Francesco di Hohenzollern-s'Heerenberg    | Giovanna di Montfort                            |  |  |       |  |  |                                                       |  |  |                                         |  |
| Giovanna di Hohenzollern-s'Heerenberg      |                      | Francesco di Hohenzollern-s'Heerenberg    |                                                 |  |  |       |  |  |                                                       |  |  |                                         |  |
|                                            |                      | Marie Katharina von Waldburg-Zeil         | Johann Christoph von Waldburg-Zeil              |  |  |       |  |  |                                                       |  |  |                                         |  |
|                                            |                      | Marie Katharina von Waldburg-Zeil         | Johann Christoph von Waldburg-Zeil              |  |  |       |  |  |                                                       |  |  |                                         |  |
|                                            |                      | Marie Katharina von Waldburg-Zeil         | Maria Franziska Elisabeth von Montfort Tettnang |  |  |       |  |  |                                                       |  |  |                                         |  |
| Carlo di Hohenzollern-Sigmaringen          |                      | Marie Katharina von Waldburg-Zeil         |                                                 |  |  |       |  |  |                                                       |  |  |                                         |  |
|                                            | Enrico di Salm-Leuze | Carlo Fiorentino di Salm                  |                                                 |  |  |       |  |  |                                                       |  |  |                                         |  |
|                                            | Enrico di Salm-Leuze | Carlo Fiorentino di Salm                  |                                                 |  |  |       |  |  |                                                       |  |  |                                         |  |
|                                            | Enrico di Salm-Leuze | Marie Gabriëlle de Lalaing d'Hoogstraeten |                                                 |  |  |       |  |  |                                                       |  |  |                                         |  |
| Filippo Giuseppe di Salm-Kyrburg           | Enrico di Salm-Leuze |                                           |                                                 |  |  |       |  |  |                                                       |  |  |                                         |  |
|                                            |                      | Maria Teresa di Croÿ                      | Philippe François de Croÿ                       |  |  |       |  |  |                                                       |  |  |                                         |  |
|                                            |                      | Maria Teresa di Croÿ                      | Philippe François de Croÿ                       |  |  |       |  |  |                                                       |  |  |                                         |  |
|                                            |                      | Maria Teresa di Croÿ                      | Claudine Françoise de la Pierre du Fay          |  |  |       |  |  |                                                       |  |  |                                         |  |
| Amalia Zefirina di Salm-Kyrburg            |                      | Maria Teresa di Croÿ                      |                                                 |  |  |       |  |  |                                                       |  |  |                                         |  |
|                                            |                      | Maximilian Emmanuel III von Hornes        | Philippe Emmanuel von Hornes                    |  |  |       |  |  |                                                       |  |  |                                         |  |
|                                            |                      | Maximilian Emmanuel III von Hornes        | Philippe Emmanuel von Hornes                    |  |  |       |  |  |                                                       |  |  |                                         |  |
|                                            |                      | Maximilian Emmanuel III von Hornes        | Marie Anne Antonietta di Ligne                  |  |  |       |  |  |                                                       |  |  |                                         |  |
| Maria Theresia von Hornes                  |                      | Maximilian Emmanuel III von Hornes        |                                                 |  |  |       |  |  |                                                       |  |  |                                         |  |
|                                            |                      | Marie Therese Bruce                       | Thomas Bruce, III conte di Elgin                |  |  |       |  |  |                                                       |  |  |                                         |  |
|                                            |                      | Marie Therese Bruce                       | Thomas Bruce, III conte di Elgin                |  |  |       |  |  |                                                       |  |  |                                         |  |
|                                            |                      | Marie Therese Bruce                       | Charlotte d'Argenteau d'Esneux                  |  |  |       |  |  |                                                       |  |  |                                         |  |
|                                            |                      | Marie Therese Bruce                       |                                                 |  |  |       |  |  |                                                       |  |  |                                         |  |